# NGC 5797
NGC 5797 é uma galáxia espiral (S0-a) localizada na direcção da constelação de Boötes. Possui uma declinação de +49° 41' 44" e uma ascensão recta de 14 horas, 56 minutos e 23,9 segundos.
A galáxia NGC 5797 foi descoberta em 15 de Maio de 1787 por William Herschel.